# Эскадрон (фильм)
«Эскадрон» (пол. Szwadron) — польский художественный фильм режиссёра Юлиуша Махульского, снятый в 1992 году по собственному сценарию, написанному по мотивам двух рассказов Станислава Рембека: «Igła wojewody» и «Przekazana sztafeta».
В съёмках фильма принимали участие кинематографисты Франции, Бельгии и Украины. Премьера фильма состоялась 28 октября 1993 года.

## Сюжет
Военно-историческая драма о январском восстании в Польше в 1863 году.
В январе 1863 года в Польше вспыхнуло антироссийское восстание. Против 30 тыс. повстанцев царь послал 300 тыс. солдат. Молодой граф Фёдор Максимович Ерёмин вступает добровольцем в Новороссийский драгунский полк под начало капитана Добровольского — этнического поляка на службе русского царя. Эскадрон Добровольского получает задачу ликвидировать банду полковника Марковского в окрестностях Радома и Опатува. В сопровождение эскадрону выделен донской казачий отряд поручика Журина. Во время похода драгуны перехватывают еврейского мальчика (Немчук убивает лошадь под ним), в котором капитан Добровольский подозревает лазутчика повстанцев. В ближайшей деревне наспех собирают военно-полевой суд и к неудовольствию молодого графа мальчика вешают. Далее во время перехода эскадрон обстреливают из леса и следует атака косиньеров. Капитан Добровольский получает легкое ранение и передает командование поручику Еремину, но подоспевшие казаки Журина залпом картечи  рассеивают повстанцев. 
Апрель 1864 года (через 11 месяцев). Во время очередной стычки с повстанцами в лесу Еремин теряет своего коня. На фоне пожара деревни у графа обнаруживается отсутствие боевого задора, из-за чего капитан Добровольский подозревает, что тот социалист и читает «Колокол» Герцена. Во время преследования повстанцев в лесу драгуны Еремина по ошибке убивают казака из отряда Журина. Еремину приходится отправиться в корчму, чтобы написать рапорт. Объезжая новую лошадь Визгуна, граф падает и портит мундир. Коротая время в корчме, он слышит о чем говорят местные жители, среди которых выделяется ветеран Наполеоновских войн (на стороне Франции) старик Блажей. Внезапно появляется повстанец из местных Франек Бала, которого многие считали погибшим. В стычке с местным полицейским Войтеком себя обнаруживает полковник Марковский, до сего скрывающийся в лохмотьях нищего старика. Хозяин корчмы уводит графа и тот видит на дороге экипаж красивой панночки, в которую тут же влюбляется. Еремина едва не убивают казаки, приняв его за поляка в польской одежде. Но Журин отгоняет своих людей и сообщает, что полковник Марковский захвачен в корчме. 
В процессе допроса поручик Журин демонстрирует конфискованную бумагу, которая доказывает, что Марковский выполнял распоряжения диктатора Траугутта. Тут местный дворянин Петерсильге приглашает русских офицеров в фольварк. Макровский пытается бежать, но Добровольский ранит его. Поняв бессмысленность сопротивления, Марковский убивает себя, вонзив иглу в свое сердце. На ужине у Петерсильге его молодая дочь Эмма (та самая прекрасная панночка) оскорбляет русских офицеров и заявляет о поддержке польского генерала Босака, впрочем ей это сходит с рук из-за лояльности и гостеприимства её отца. Граф Еремин погружается в печаль. В одной из последних сцен демонстрируется наказание русского дезертира Немчука через побитие шпицрутенами. На этом фоне молодой граф ведёт философскую беседу о достоинстве и свободе с майором-медиком и приходит к выводу, что тот, кто за свободу, тот против русского царя.

## «Историческая достоверность» фильма
Бесспорным историческим фактом является участие Новороссийского драгунского полка и донских казаков в подавлении январского восстания в Царстве Польском в 1863 году. В остальном фильм представляет собой сборник фактических исторических неточностей на разных уровнях.

### Технические неточности
Фильм имеет ряд исторических неточностей. Так, герой Януша Гайоса ротмистр (до 1883 года командир эскадрона в драгунских полках носил воинское звание "капитан") Добровольский рапортует старшему офицеру, что его эскадрон в 200 драгун не нуждается в прикрытии. Эскадронный командир должен был знать, что в строю эскадрона у него по штату 1863 года находится 150 унтер-офицеров и нижних чинов при 8 офицерах, а сами драгуны не нуждаются в прикрытии, а служат прикрытием согласно тогдашней общепринятой европейской военной доктрине. Далее, поручик Журин оказывается поручиком Донского казачьего войска. Такого звания в армейских казачьих полках никогда не существовало. Даже если предположить, что герой Шакурова — будучи Георгиевским кавалером — к своему почтенному возрасту дослужился всего лишь до подобного звания, то оно известно истории как сотник. Герой Шакурова летом носит папаху вместо фуражки. Далее, лошади полка должны быть вороной масти. В фильме полк на разномастных лошадях. А долженствующий подавать пример командир эскадрона ротмистр Добровольский — вообще на белом коне. Далее, вместо искусных в стрельбе с коня казаков по коню удирающего еврейского мальчика стреляет драгун, которых в те времена вообще стрельбе с коня не обучали. Далее — сапоги офицерского качества на еврейском подростке, казаки с винтовками через левое плечо, русские солдаты в 1863 году в башлыках, герой Виктора Проскурина — врач, в воинском звании майора…

### Тактические неточности
В наполненной повстанцами стране эскадрон путешествует по лесам без боевого охранения — приданные драгунам казаки зачем-то постоянно следуют за драгунами в полном составе; нападает на косиньеров разомкнутым строем без использования холодного оружия; зачем-то вообще останавливается перед ними, тогда как вся сила регулярной кавалерии в нападении на пехоту в сомкнутом строю «карьером» — на полном скаку, часто — с прорывом в бреши, образованные картечными выстрелами орудий конной артиллерии. Казаки при осмотре местности не соблюдают мер предосторожности, вообще не слезают с лошадей.

### Политические неточности
За самую принадлежность к повстанческому движению никто рядовых повстанцев в 1863—1864 гг. не казнил, тем более руками регулярных полевых войск. Исключение составляли бывшие солдаты и офицеры Русской императорской армии польского происхождения, примкнувшие к восставшим, находясь в отставке, или — перешедшие на их сторону. Казнимы они были по приговору суда расстрелом за нарушение воинской присяги специальными командами крепостных войск, казнь через повешение совершалась над повстанцами, совершившими уголовные преступления, за которые была предусмотрена смертная казнь — например, «кинжальщики» и «жандармы-вешатели», и опять же, с соблюдением установленной судебной процедуры. За сожжение населённого пункта по собственному произволу виновные были бы подвергнуты строжайшему дисциплинарному взысканию.
Евреи в массе своей были на стороне русского правительства.

## В ролях
- Радослав Пазура — поручик граф Фёдор Ерёмин (прототип Констанций Рынаржевский)
- Сергей Шакуров — поручик Егор Журин
- Януш Гайос — ротмистр Ян Станиславович Добровольский
- Францишек Печка — Блажей
- Анна Майхер — Кулина
- Ян Махульский — полковник Марковский
- Ежи Новак — Лейба
- Эугениуш Каминьский — русский генерал
- Аркадиуш Базак — полковник
- Василий Мищенко — Немчук
- Бернар-Пьер Доннадьё — Франек Бала
- Алексей Серебряков — Емельянов/озвучивание главной роли
- Виктор Проскурин — врач
- Ежи Гралек — староста
- Хенрик Махалица — командир отряда косиньеров

## Музыка
- Поручик Журин напевает казачью песню «По Дону гуляет».

## Награды
- Фильм был выставлен от Польши на кинопремию Оскар 1993 года «За лучший фильм на иностранном языке». Номинирован американской киноакадемией не был.[12]
- Премия «Золотые гданьские львы» («Złote Lwy Gdańskie») — за лучшую мужскую роль второго плана Янушу Гайосу